# HMS Puncher (D79)
HMS Puncher (D79), nguyên là tàu sân bay hộ tống USS Willapa (CVE-53) (ký hiệu lườn ban đầu AVG-53 và sau đó là ACV-53) của Hải quân Hoa Kỳ thuộc lớp Bogue, được chuyển cho Hải quân Hoàng gia Anh Quốc và đã hoạt động trong Chiến tranh Thế giới thứ hai.
Willapa được đặt lườn theo một hợp đồng với Ủy ban Hàng hải Hoa Kỳ vào ngày 21 tháng 5 năm 1943 tại xưởng đóng tàu của hãng Seattle-Tacoma Shipbuilding ở Seattle, Washington; được xếp lại lớp với ký hiệu lườn CVE-53 vào ngày 10 tháng 6 năm 1943 và được hạ thủy vào ngày 8 tháng 11 năm 1943. Nó được chuyển cho Anh Quốc vào ngày 5 tháng 2 năm 1944 theo chương trình Cho thuê-cho mượn, được đổi tên thành HMS Arbiter (D31), và đã hoạt động trong chiến tranh với một thủy thủ đoàn người Canada như một chiếc thuộc lớp Ameer.
Bộ Hải quân Anh đã xác định rằng sau chiến tranh, Canada sẽ có tàu sân bay của riêng họ. Vì vậy cả HMS Puncher lẫn tàu chị em HMS Nabob HMS Nabob đều có một thủy thủ đoàn của Hải quân Hoàng gia Canada để có được những kiến thức căn bản cho những tàu sân bay tương lai dành cho Canada: HMCS Warrior (nguyên là HMS Warrior), HMCS Magnificent (nguyên là HMS Magnificent) ("The Maggie"), và HMCS Bonaventure (nguyên là HMS Powerful) ("The Bonnie"). Các phi đội Không lực Hải quân Hoàng gia phối thuộc cho Puncher bao gồm các kiểu máy bay tiêm kích-ném bom Fairey Barracuda và Fairey Firefly, máy bay tiêm kích Hellcat và máy bay ném ngư lôi Avenger do Mỹ chế tạo. Barracuda là một trong những máy bay hoạt động trên tàu sân bay lớn nhất của Hải quân Hoàng gia, đòi hỏi phải có sự trợ lực bằng rocket khi cất cánh từ những sàn đáp ngắn.
Puncher đã hoạt động tại Đại Tây Dương và Địa Trung Hải trong suốt thời gian chiến sự. Đặt căn cứ cùng Hạm đội Nhà Anh Quốc tại Scapa Flow, thoạt tiên nó phục vụ trong vai trò huấn luyện, nhưng được điều sang nhiệm vụ tấn công và tuần tra bảo vệ các đoàn tàu vận tải sau khi tàu chị em HMS Nabob bị trúng ngư lôi của tàu ngầm Đức ngoài khơi Na Uy vào năm 1944. Trong thành phần hải đội của nó còn có tàu sân bay hộ tống Mỹ USS Shamrock Bay. Puncher từng sáu lần bảo vệ trên không cho các đoàn tàu vận tải Bắc Cực đi đến Murmansk và Arkhangelsk; tấn công các mục tiêu do Đức chiếm đóng tại Na Uy, nhắm vào các khu công nghiệp và tàu bè như nhà máy thép tại Narvik trên bờ biển phía Tây nước này.
Sau khi chiến tranh kết thúc, Puncher quay trở về Norfolk, Virginia và chính thức hoàn trả cho Hoa Kỳ vào ngày 16 tháng 2 năm 1946. Được rút khỏi danh sách Đăng bạ Hải quân vào ngày 12 tháng 3 năm 1946, thoạt tiên nó được bán cho hãng William B. St. John, New York, vào ngày 9 tháng 1 năm 1947, rồi được bán lại cho một hãng Anh vào ngày 4 tháng 2 năm 1947 để cải biến cho hoạt động hàng hải thương mại tư nhân. Nó tiếp tục hoạt động dưới những cái tên Muncaster Castle, Bardic và Ben Nevis cho đến khi được tháo dỡ tại Đài Loan vào năm 1973.